# 小八里坌子
小八里坌子，原稱為小八里坌，是臺灣新北市淡水區的一個地名，位於該區南部，範圍大致為福德里、民權里、竹圍里、民生里、坪頂里南端、八勢里。

## 歷史
台灣清治末期至日治前期，小八里坌子地區為一街庄，稱為「小八里坌庄」，隸屬於芝蘭三堡。該庄輪廓略呈倒錐形，北與竿蓁林庄、三空泉庄、小坪頂庄為鄰，東南及南與嗄嘮別為鄰，西邊隔淡水河與大八里坌庄相望。
1901年（日治明治三十四年）11月11日，該庄隸屬於臺北廳，同年12月17日編為第二十六區。1905年4月19日，小八里坌庄改為「小八里坌仔庄」，以區別位於八里坌堡的小八里坌庄。1906年（明治三十九年）1月1日，第二十四區及第二十五、二十六區的部分街庄合併為「滬尾區」，該庄屬之。1920年（大正九年），該庄改制為「小八里坌子」大字，隸屬於臺北州淡水郡淡水街。
戰後1945年（民國34年）淡水街改制為淡水鎮，隸屬於臺北縣，大字亦改制為里。2010年12月，臺北縣升格為新北市，淡水鎮亦改制為淡水區。

## 交通
台北捷運淡水信義線經過本區，設有竹圍站、紅樹林站。鄰近居民可由等路線及相關路網快速前往大台北地區各地，亦可在臺北車站轉搭高鐵、台鐵或客運前往全台各地。
省道台2乙線經過本地區西部，是主要連外道路，往北可進入淡水市區，亦可接台2線前往三芝、石門、金山、萬里、基隆等地。台2乙線往東轉南可前往北投、士林、台北市區，亦可接洲美快速道路、環河南北快速道路快速進入台北市區。

## 學校
- 新北市淡水區竹圍國民小學（1952）
- 美國基督教効力會基督書院（1959）
- 新北市立竹圍高級中學附設國中部（1996）
- 新北市立竹圍高級中學（2011）

## 自然保留區
- 紅樹林自然保留區

## 運動設施
- 新淡水高爾夫球場
- 國華高爾夫球俱樂部（小部分）